# Knut Knutsson Posse

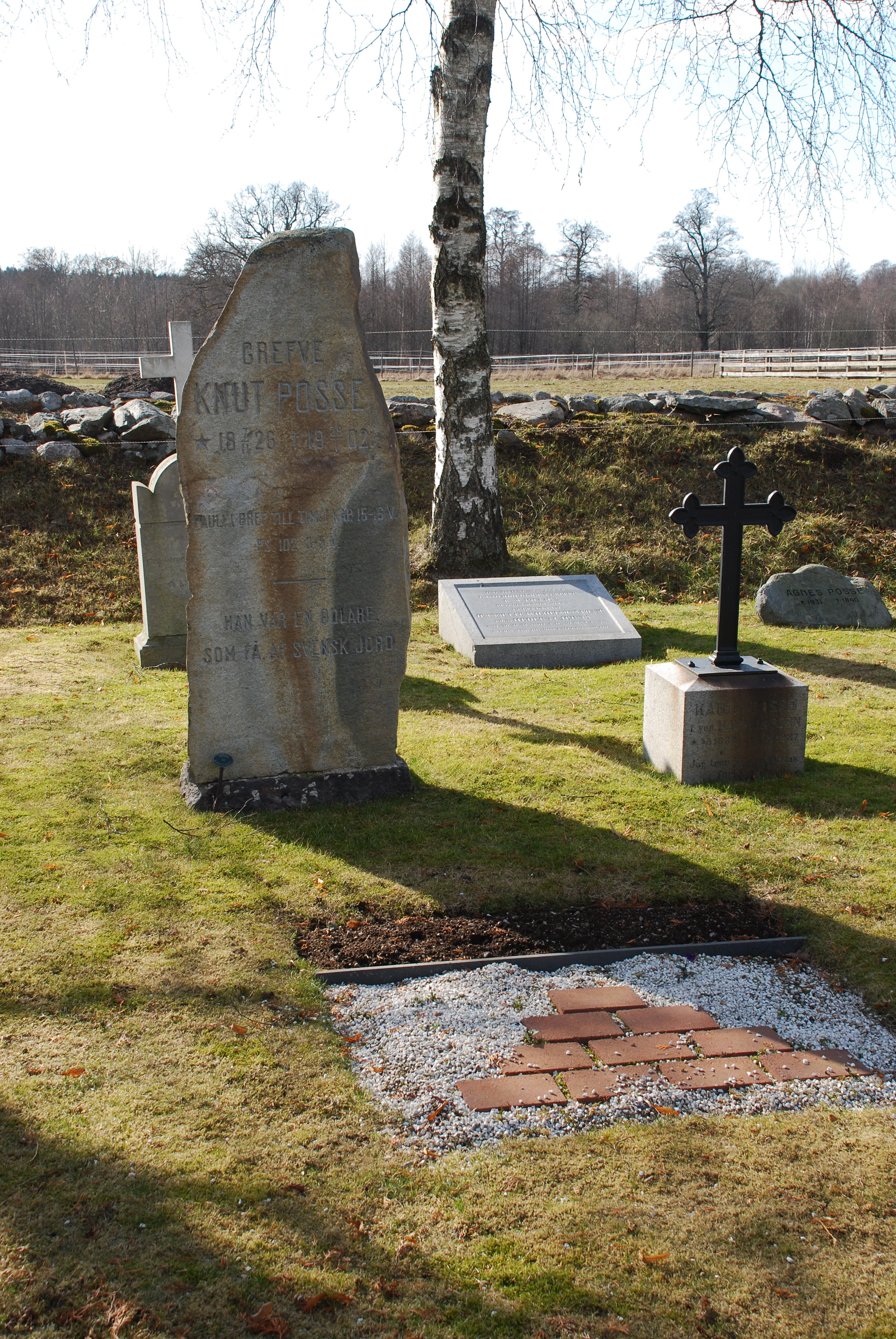
Knut Posses grav.

Carl Knut Johan Knutsson Posse, född 7 november 1826 i Kalvsviks församling, Kronobergs län, död 29 januari 1902 i Bergunda församling, Kronobergs län, var en svensk greve, godsägare och riksdagsman.
Posse blev 1846 underlöjtnant vid både Smålands husarregemente och vid Andra livgrenadjärregementet. Han avancerade till löjtnant 1853 och tog avsked ur krigstjänst 1858. Han blev kammarherre 1865. Han var fram till sin död 1902 ägare till godset Bergkvara i Kronobergs län. Han var gift med Karin von Baumgarten, född 23 januari 1835, död 15 September 1927.
Som riksdagsman var Posse ledamot av Ridderskapet och adeln 1862-1866 och av första kammaren 1876–1877 samt 1879–1883, invald i Kronobergs läns valkrets. Han var också verksam som landstingspolitiker och invaldes i Lantbruksakademien 1883.